# 小池美穂
小池美穂（こいけ みほ、1989年9月2日 - ）は、日本の女優。岐阜県出身。ファイブ☆エイト所属。血液型はAB型。趣味はピアノ、創作マンガ。特技はバレーボール、手話。

## 出演

### 映画
- SwansSong（2002年）
- 蕾みし花（2002年）
- 天使の牙（2003年）謎の美少女役

### CM
- 小学館「ちゃお」（2002年）
- バンダイ「PCスタイルプリントマーケット」（2003年）
- 佐川急便（洗濯編・2004年）